# Yalkaparidontia
A Yalkaparidontia az emlősök (Mammalia) osztályába és az erszényesek (Marsupialia) alosztályába tartozó kihalt rend. Két ismert faj tartozik ide, melyek
az oligocén és miocén korokban éltek a mai Ausztrália területén.